# Фушя
Фушя́ або Фуйшя́ (кат. Foixà, вимова літературною каталанською [fu(j)'ʃja]) - муніципалітет, розташований в Автономній області Каталонія, в Іспанії. Код муніципалітету за номенклатурою Інституту статистики Каталонії - 170681. Знаходиться у районі (кумарці) Баш-Ампурда (коди району - 10 та BM) провінції Жирона, згідно з новою адміністративною реформою перебуватиме у складі Баґарії (округи) Жирона. 

## Назва муніципалітету
Назва муніципалітету походить від власного латинського імені Fŭscĭus, від якого у середньовіччі утворилася прикметникова форма Fusciānu.

## Населення
Населення міста (у 2007 р.) становить 324 особи (з них менше 14 років - 13,3%, від 15 до 64 - 61,4%, понад 65 років - 25,3%). У 2006 р. народжуваність склала 3 особи, смертність - 6 осіб, зареєстровано 1 шлюб. У 2001 р. активне населення становило 131 особа, з них безробітних - 15 осіб.

Серед осіб, які проживали на території міста у 2001 р., 285 народилися в Каталонії (з них 172 особи у тому самому районі, або кумарці), 16 осіб приїхало з інших областей Іспанії, а 10 осіб приїхало з-за кордону. 

Вищу освіту має 13,9% усього населення. 

У 2001 р. нараховувалося 114 домогосподарств (з них 21,1% складалися з однієї особи, 27,2% з двох осіб,28,1% з 3 осіб, 14% з 4 осіб, 4,4% з 5 осіб, 3,5% з 6 осіб, 0,9% з 7 осіб, 0% з 8 осіб і 0,9% з 9 і більше осіб).

Активне населення міста у 2001 р. працювало у таких сферах діяльності : у сільському господарстві - 19,8%, у промисловості - 7,8%, на будівництві - 12,1% і у сфері обслуговування - 60,3%. 

 У муніципалітеті або у власному районі (кумарці) працює 68 осіб, поза районом - 75 осіб.

### Безробіття
У 2007 р. нараховувалося 7 безробітних (у 2006 р. - 7 безробітних), з них чоловіки становили 42,9%, а жінки - 57,1%.

## Економіка

### Підприємства міста

#### Промислові підприємства
| \| Промислові підприємства міста, за сферою діяльності \| Промислові підприємства міста, за сферою діяльності \| Промислові підприємства міста, за сферою діяльності \| \| Рік \| 2002 р. \| 2001 р. \| \| --------------------------------------------------- \| --------------------------------------------------- \| --------------------------------------------------- \| \| Енергетичні та водні ресурси \| 66,7% \| 57,1% \| \| Хімія та метали \| 0% \| 0% \| \| Переробка металів \| 0% \| 0% \| \| Продукти харчування \| 0% \| 0% \| \| Текстиль \| 0% \| 0% \| \| Виробництво меблів, видання \| 16,7% \| 28,6% \| \| Інше \| 16,7% \| 14,3% \| \| Усього підприємств \| 6 \| 7 \| |         |         |
| Промислові підприємства міста, за сферою діяльності |         |         |
| Рік | 2002 р. | 2001 р. |
| Енергетичні та водні ресурси | 66,7%   | 57,1%   |
| Хімія та метали | 0%      | 0%      |
| Переробка металів | 0%      | 0%      |
| Продукти харчування | 0%      | 0%      |
| Текстиль | 0%      | 0%      |
| Виробництво меблів, видання | 16,7%   | 28,6%   |
| Інше | 16,7%   | 14,3%   |
| Усього підприємств | 6       | 7       |

#### Роздрібна торгівля
| \| Підприємства роздрібної торгівлі міста, за сферою діяльності \| Підприємства роздрібної торгівлі міста, за сферою діяльності \| Підприємства роздрібної торгівлі міста, за сферою діяльності \| \| Рік \| 2002 р. \| 2001 р. \| \| ------------------------------------------------------------ \| ------------------------------------------------------------ \| ------------------------------------------------------------ \| \| Продукти харчування \| 33,3% \| 33,3% \| \| Одяг та взуття \| 0% \| 0% \| \| Товари для дому \| 33,3% \| 33,3% \| \| Книги та періодичні видання \| 0% \| 0% \| \| Промислова хімічна продукція \| 0% \| 0% \| \| Продукція, пов'язана з транспортними засобами \| 0% \| 0% \| \| Інше \| 33,3% \| 33,3% \| \| Усього підприємств \| 3 \| 3 \| |         |         |
| Підприємства роздрібної торгівлі міста, за сферою діяльності |         |         |
| Рік | 2002 р. | 2001 р. |
| Продукти харчування | 33,3%   | 33,3%   |
| Одяг та взуття | 0%      | 0%      |
| Товари для дому | 33,3%   | 33,3%   |
| Книги та періодичні видання | 0%      | 0%      |
| Промислова хімічна продукція | 0%      | 0%      |
| Продукція, пов'язана з транспортними засобами | 0%      | 0%      |
| Інше | 33,3%   | 33,3%   |
| Усього підприємств | 3       | 3       |

#### Сфера послуг
| \| Підприємства міста, що працюють у сфері послуг, за діяльністю \| Підприємства міста, що працюють у сфері послуг, за діяльністю \| Підприємства міста, що працюють у сфері послуг, за діяльністю \| \| Рік \| 2002 р. \| 2001 р. \| \| ------------------------------------------------------------- \| ------------------------------------------------------------- \| ------------------------------------------------------------- \| \| Гуртова торгівля \| 0% \| 0% \| \| Готелі та готельний бізнес \| 8,3% \| 18,2% \| \| Транспорт та зв'язок \| 25% \| 27,3% \| \| Посередницькі фінансові послуги \| 0% \| 0% \| \| Послуги підприємствам \| 0% \| 0% \| \| Послуги фізичним особам \| 58,3% \| 45,5% \| \| Нерухомість та ін. \| 8,3% \| 9,1% \| \| Усього підприємств \| 12 \| 11 \| |         |         |
| Підприємства міста, що працюють у сфері послуг, за діяльністю |         |         |
| Рік | 2002 р. | 2001 р. |
| Гуртова торгівля | 0%      | 0%      |
| Готелі та готельний бізнес | 8,3%    | 18,2%   |
| Транспорт та зв'язок | 25%     | 27,3%   |
| Посередницькі фінансові послуги | 0%      | 0%      |
| Послуги підприємствам | 0%      | 0%      |
| Послуги фізичним особам | 58,3%   | 45,5%   |
| Нерухомість та ін. | 8,3%    | 9,1%    |
| Усього підприємств | 12      | 11      |

## Житловий фонд
У 2001 р. 4,4% усіх родин (домогосподарств) мали житло метражем до 59 м2, 19,3% - від 60 до 89 м2, 23,7% - від 90 до 119 м2 і
52,6% - понад 120 м2.

З усіх будівель у 2001 р. 26,1% було одноповерховими, 70,7% - двоповерховими, 3,3
% - триповерховими, 0% - чотириповерховими, 0% - п'ятиповерховими, 0% - шестиповерховими,
0% - семиповерховими, 0% - з вісьмома та більше поверхами.

## Автопарк
| \| Автомобілі, зареєстровані у місті, за призначенням \| Автомобілі, зареєстровані у місті, за призначенням \| Автомобілі, зареєстровані у місті, за призначенням \| \| Рік \| 2006 р. \| 2005 р. \| \| -------------------------------------------------- \| -------------------------------------------------- \| -------------------------------------------------- \| \| Приватні автомобілі \| 56,6% \| 57,3% \| \| Мотоцикли \| 10,6% \| 11,2% \| \| Вантажівки \| 22,4% \| 22,1% \| \| Трактори \| 0,6% \| 0,6% \| \| Автобуси та ін. \| 9,8% \| 8,9% \| \| Усього автомобілів \| 357 шт. \| 349 шт. \| |         |         |
| Автомобілі, зареєстровані у місті, за призначенням |         |         |
| Рік | 2006 р. | 2005 р. |
| Приватні автомобілі | 56,6%   | 57,3%   |
| Мотоцикли | 10,6%   | 11,2%   |
| Вантажівки | 22,4%   | 22,1%   |
| Трактори | 0,6%    | 0,6%    |
| Автобуси та ін. | 9,8%    | 8,9%    |
| Усього автомобілів | 357 шт. | 349 шт. |

## Вживання каталанської мови
У 2001 р. каталанську мову у місті розуміли 98,7% усього населення (у 1996 р. - 99,4%), вміли говорити нею 94,7% (у 1996 р. - 
94,9%), вміли читати 92,7% (у 1996 р. - 93,3%), вміли писати 75,9
% (у 1996 р. - 75,4%). Не розуміли каталанської мови 1,3%.

## Політичні уподобання
У виборах до Парламенту Каталонії у 2006 р. взяло участь 162 особи (у 2003 р. - 183 особи). Голоси за політичні сили розподілилися таким чином:
| \| Вибори до Парламенту Каталонії \| Вибори до Парламенту Каталонії \| Вибори до Парламенту Каталонії \| \| Рік \| 2006 р. \| 2003 р. \| \| -------------------------------------- \| ------------------------------ \| ------------------------------ \| \| Конвергенція та Єднання (CiU) \| 48,8% \| 57,9% \| \| Соціалістична партія Каталонії (PSC) \| 9,9% \| 10,4% \| \| Народна партія (PP) \| 6,2% \| 3,8% \| \| Ініціатива за Каталонію — Зелені (ICV) \| 7,4% \| 5,5% \| \| Республіканська лівиця Каталонії (ERC) \| 24,1% \| 20,8% \| \| Громадяни — Громадянська партія (C's) \| 1,2% \| 0% \| \| Інші \| 2,5% \| 1,6% \| |         |         |
| Вибори до Парламенту Каталонії |         |         |
| Рік | 2006 р. | 2003 р. |
| Конвергенція та Єднання (CiU) | 48,8%   | 57,9%   |
| Соціалістична партія Каталонії (PSC) | 9,9%    | 10,4%   |
| Народна партія (PP) | 6,2%    | 3,8%    |
| Ініціатива за Каталонію — Зелені (ICV) | 7,4%    | 5,5%    |
| Республіканська лівиця Каталонії (ERC) | 24,1%   | 20,8%   |
| Громадяни — Громадянська партія (C's) | 1,2%    | 0%      |
| Інші | 2,5%    | 1,6%    |

У муніципальних виборах у 2007 р. взяло участь 70 осіб (у 2003 р. - 106 осіб). Голоси за політичні сили розподілилися таким чином:
| \| Муніципальні вибори \| Муніципальні вибори \| Муніципальні вибори \| \| Рік \| 2007 р. \| 2003 р. \| \| -------------------------------------- \| ------------------- \| ------------------- \| \| Конвергенція та Єднання (CiU) \| 100% \| 100% \| \| Соціалістична партія Каталонії (PSC) \| 0% \| 0% \| \| Народна партія (PP) \| 0% \| 0% \| \| Ініціатива за Каталонію — Зелені (ICV) \| 0% \| 0% \| \| Республіканська лівиця Каталонії (ERC) \| 0% \| 0% \| \| Громадяни — Громадянська партія (C's) \| 0% \| 0% \| \| Інші \| 0% \| 0% \| |         |         |
| Муніципальні вибори |         |         |
| Рік | 2007 р. | 2003 р. |
| Конвергенція та Єднання (CiU) | 100%    | 100%    |
| Соціалістична партія Каталонії (PSC) | 0%      | 0%      |
| Народна партія (PP) | 0%      | 0%      |
| Ініціатива за Каталонію — Зелені (ICV) | 0%      | 0%      |
| Республіканська лівиця Каталонії (ERC) | 0%      | 0%      |
| Громадяни — Громадянська партія (C's) | 0%      | 0%      |
| Інші | 0%      | 0%      |